# Nunatak Ledorez
Der Nunatak Ledorez (englische Transkription von russisch Нунатак Ледорез Nunatak Ledores, deutsch ‚Eisbrecher-Nunatak‘) ist ein isolierter Nunatak im ostantarktischen Mac-Robertson-Land. Er ragt südwestlich des Mount Hay in den Prince Charles Mountains auf.
Russische Wissenschaftler benannten ihn.